# Gheorghe Țarălungă
Gheorghe Țarălungă (ur. 11 lutego 1941) – rumuński zapaśnik walczący w stylu wolnym. Olimpijczyk z Tokio 1964, gdzie odpadł w eliminacjach w kategorii do 52 kg.